# Canoagem nos Jogos Olímpicos de Verão de 1936
A canoagem estreou oficialmente como modalidade olímpica durante os Jogos Olímpicos de Verão de 1936 realizados em Berlim. Doze anos antes, em Paris 1924, o esporte havia sido disputado como demonstração. Ao todo nove eventos foram disputados em 1936, todos no estilo de velocidade para homens.

## Eventos da canoagem
Masculino:
 C-1 1000 metros | C-2 1000 metros | C-2 10000 metros | K-1 1000 metros | K-1 10000 metros | K-2 1000 metros | K-2 10000 metros | K-1 flexível 10000 metros | K-2 flexível 10000 metros

### C-1 1000 metros
| Pos. | País                 | Atletas         | Tempo  |
| ---- | -------------------- | --------------- | ------ |
|      | Canadá (CAN)         | Frank Amyot     | 5:32.1 |
|      | Checoslováquia (TCH) | Bohuslav Karlik | 5:36.9 |
|      | Alemanha (GER)       | Erich Koschik   | 5:39.0 |

### C-2 1000 metros
| Pos. | País                 | Atletas                            | Tempo  |
| ---- | -------------------- | ---------------------------------- | ------ |
|      | Checoslováquia (TCH) | Vladimír Syrovátka Jan Brzák-Felix | 4:50.1 |
|      | Áustria (AUT)        | Rupert Weinstabl Karl Proisl       | 4:53.8 |
|      | Canadá (CAN)         | Frank Saker Harvey Charters        | 4:56.7 |

### C-2 10000 metros
| Pos. | País                 | Atletas                      | Tempo   |
| ---- | -------------------- | ---------------------------- | ------- |
|      | Checoslováquia (TCH) | Václav Mottl Zdeněk Škrland  | 50:33.5 |
|      | Canadá (CAN)         | Frank Saker Harvey Charters  | 51:15.8 |
|      | Áustria (AUT)        | Rupert Weinstabl Karl Proisl | 51:28.0 |

### K-1 1000 metros
| Pos. | País                | Atletas          | Tempo  |
| ---- | ------------------- | ---------------- | ------ |
|      | Áustria (AUT)       | Gregor Hradetzky | 4:22.9 |
|      | Alemanha (GER)      | Helmut Cämmerer  | 4:25.6 |
|      | Países Baixos (NED) | Jacobus Kraaier  | 4:35.1 |

### K-1 10000 metros
| Pos. | País                 | Atletas            | Tempo   |
| ---- | -------------------- | ------------------ | ------- |
|      | Alemanha (GER)       | Ernst Krebs        | 46:01.6 |
|      | Áustria (AUT)        | Fritz Landertinger | 46:14.7 |
|      | Estados Unidos (USA) | Ernest Riedel      | 47:23.9 |

### K-2 1000 metros
| Pos. | País                | Atletas                             | Tempo  |
| ---- | ------------------- | ----------------------------------- | ------ |
|      | Áustria (AUT)       | Adolf Kainz Alfons Dorfner          | 4:03.8 |
|      | Alemanha (GER)      | Ewald Tilker Fritz Bondroit         | 4:08.9 |
|      | Países Baixos (NED) | Nicolaas Tates Willem van der Kroft | 4:12.2 |

### K-2 10000 metros
| Pos. | País           | Atletas                        | Tempo   |
| ---- | -------------- | ------------------------------ | ------- |
|      | Alemanha (GER) | Paul Wevers Ludwig Landen      | 41:45.0 |
|      | Áustria (AUT)  | Viktor Kalisch Karl Steinhuber | 42:05.4 |
|      | Suécia (SWE)   | Tage Fahlborg Helge Larsson    | 43:06.1 |

### K-1 flexível 10000 metros
| Pos. | País           | Atletas          | Tempo   |
| ---- | -------------- | ---------------- | ------- |
|      | Áustria (AUT)  | Gregor Hradetzky | 50:01.2 |
|      | França (FRA)   | Henri Eberhart   | 50:04.2 |
|      | Alemanha (GER) | Xaver Hörmann    | 50:06.5 |

### K-2 flexível 10000 metros
| Pos. | País                | Atletas                           | Tempo   |
| ---- | ------------------- | --------------------------------- | ------- |
|      | Suécia (SWE)        | Sven Johansson Erik Bladström     | 45:48.9 |
|      | Alemanha (GER)      | Willy Horn Erich Hanisch          | 45:49.2 |
|      | Países Baixos (NED) | Pieter Wijdekop Cornelis Wijdekop | 46:12.4 |

## Quadro de medalhas da canoagem
| Ordem | País               | Medalha de ouro | Medalha de prata | Medalha de bronze | Total |
| ----- | ------------------ | --------------- | ---------------- | ----------------- | ----- |
| 1     | AUT Áustria        | 3               | 3                | 1                 | 7     |
| 2     | GER Alemanha       | 2               | 3                | 2                 | 7     |
| 3     | TCH Checoslováquia | 2               | 1                | 0                 | 3     |
| 4     | CAN Canadá         | 1               | 1                | 1                 | 3     |
| 5     | SWE Suécia         | 1               | 0                | 1                 | 2     |
| 6     | FRA França         | 0               | 1                | 0                 | 1     |
| 7     | NED Países Baixos  | 0               | 0                | 3                 | 3     |
| 8     | USA Estados Unidos | 0               | 0                | 1                 | 1     |